# Kanurennsport-Weltmeisterschaften 1974
Die 11. Kanurennsport-Weltmeisterschaften fanden 1974 in Mexiko-Stadt (Mexiko) statt.
Es wurden Medaillen in 18 Disziplinen des Kanurennsports vergeben: sechs Canadier und neun Kajak-Wettbewerbe der Männer sowie drei Kajak-Wettbewerbe der Frauen.

## Ergebnisse

### Männer

#### Canadier
| Event        | Gold                                             | Zeit | Silber                                       | Zeit | Bronze                                    | Zeit |
| ------------ | ------------------------------------------------ | ---- | -------------------------------------------- | ---- | ----------------------------------------- | ---- |
| C-1 500 m    | Sowjetunion Serhij Petrenko                      |      | DDR Klaus Zeisler                            |      | Rumänien Ivan Patzaichin                  |      |
| C-1 1000 m   | Sowjetunion Wassyl Jurtschenko                   |      | DDR Klaus Zeisler                            |      | Rumänien Ivan Patzaichin                  |      |
| C-1 10.000 m | Ungarn Tamás Wichmann                            |      | Sowjetunion Wassyl Jurtschenko               |      | Rumänien Ivan Patzaichin                  |      |
| C-2 500 m    | Sowjetunion Alexander Winogradow Michail Lobanow |      | Rumänien Gheorghe Danielov Gheorghe Simionov |      | Tschechien Tomáš Šach Jiří Čtvrtečka      |      |
| C-2 1000 m   | Sowjetunion Vladislovas Česiūnas Juri Lobanow    |      | Polen Jerzy Opara Andrzej Gronowicz          |      | Rumänien Gherasim Munteanu Vasile Serghei |      |
| C-2 10.000 m | Sowjetunion Vladislovas Česiūnas Juri Lobanow    |      | Ungarn Tamás Buday Gábor Haraszti            |      | Frankreich Alain Acart Jean-Paul Cézard   |      |

#### Kajak
| Event                 | Gold                                                                              | Zeit | Silber                                                                                  | Zeit | Bronze                                                                        | Zeit |
| --------------------- | --------------------------------------------------------------------------------- | ---- | --------------------------------------------------------------------------------------- | ---- | ----------------------------------------------------------------------------- | ---- |
| K-1 500 m             | Rumänien Vasile Dîba                                                              |      | Ungarn Géza Csapó                                                                       |      | Polen Grzegorz Śledziewski                                                    |      |
| K-1 1000 m            | Ungarn Géza Csapó                                                                 |      | Polen Grzegorz Śledziewski                                                              |      | Italien Oreste Perri                                                          |      |
| K-1 10.000 m          | Italien Oreste Perri                                                              |      | Sowjetunion Oleksandr Schaparenko                                                       |      | Ungarn Péter Völgyi                                                           |      |
| K-1 4 × 500 m Staffel | Rumänien Vasile Dîba Erast Pavel Atanasie Sciotnic Mihai Zafiu                    |      | Sowjetunion Witali Trukschin Sergei Tschuchrai Anatolyj Kobryssew Mikalaj Astapkowitsch |      | Polen Ryszard Oborski Grzegorz Śledziewski Kazimierz Górecki Andrzej Matysiak |      |
| K-2 500 m             | Polen Ryszard Oborski Grzegorz Śledziewski                                        |      | Ungarn József Deme János Rátkai                                                         |      | DDR Herbert Laabs Ulrich Hellige                                              |      |
| K-2 1000 m            | Ungarn István Szabó Zoltán Bakó                                                   |      | Sowjetunion Wladimir Kozubin Michail Afanasiew                                          |      | DDR Volkmar Thiede Rüdiger Helm                                               |      |
| K-2 10.000 m          | Rumänien Ion Terente Antrop Varabiev                                              |      | Belgien Joseph Broeckx Paul Stinckens                                                   |      | Sowjetunion Konstantin Kostenko Wjatscheslaw Kononow                          |      |
| K-4 1000 m            | DDR Herbert Laabs Ulrich Hellige Jürgen Lehnert Bernd Duvigneau                   |      | Sowjetunion Jurij Filatow Alexander Degtjarjow Alexander Kuprikow Mikalaj Astapkowitsch |      | Ungarn József Deme János Rátkai Csongor Vargha Csaba Giczy                    |      |
| K-4 10.000 m          | Sowjetunion Leonid Derewjanko Mikalaj Harbatschou Pjotr Schurga Anatoli Scharikin |      | Ungarn Csaba Giczy Csongor Vargha István Szabó Zoltán Romhányi                          |      | Polen Ryszard Oborski Kazimierz Górecki Grzegorz Kołtan Andrzej Matysiak      |      |

### Frauen

#### Kajak
| Event     | Gold                                                    | Zeit | Silber                                                                    | Zeit | Bronze                                                             | Zeit |
| --------- | ------------------------------------------------------- | ---- | ------------------------------------------------------------------------- | ---- | ------------------------------------------------------------------ | ---- |
| K-1 500 m | DDR Anke Ohde                                           |      | Sowjetunion Nina Gopowa                                                   |      | Rumänien Maria Cosma                                               |      |
| K-2 500 m | DDR Bärbel Köster Anke Ohde                             |      | Rumänien Viorica Dumitru Maria Nichiforov                                 |      | Ungarn Mária Zakariás Ilona Tözsér                                 |      |
| K-4 500 m | DDR Ilse Kaschube Bärbel Köster Anke Ohde Carola Zirzow |      | Sowjetunion Nina Gopowa Laryssa Kabakowa Tatjana Korschunowa Galina Kreft |      | Rumänien Viorica Dumitru Maria Nichiforov Maria Cosma Agafia Orlov |      |

## Medaillenspiegel
| Rang   | Nation           | Gold | Silber | Bronze | Gesamt |
| ------ | ---------------- | ---- | ------ | ------ | ------ |
| 1      | Sowjetunion      | 6    | 7      | 1      | 14     |
| 2      | DDR              | 4    | 2      | 2      | 8      |
| 3      | Ungarn           | 3    | 4      | 3      | 10     |
| 4      | Rumänien         | 3    | 2      | 6      | 11     |
| 5      | Polen            | 1    | 2      | 3      | 6      |
| 6      | Italien          | 1    | –      | 1      | 2      |
| 7      | Belgien          | –    | 1      | –      | 1      |
| 8      | Tschechoslowakei | –    | –      | 1      | 1      |
| 8      | Frankreich       | –    | –      | 1      | 1      |
| Gesamt | Gesamt           | 18   | 18     | 18     | 54     |